# Sommerwein

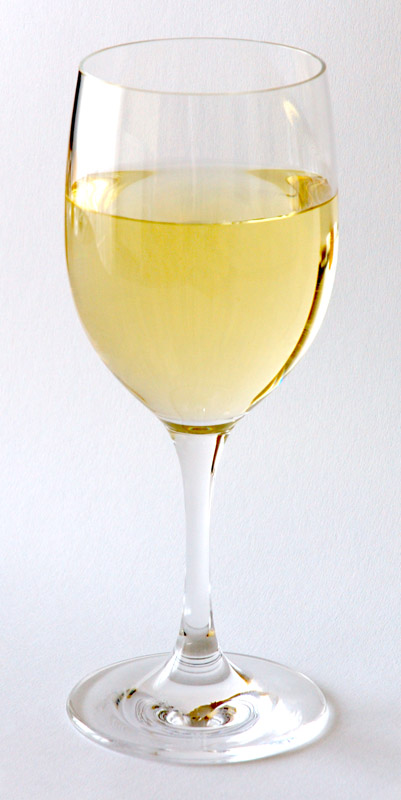
Sommerwein wird meistens aus Weißweintrauben hergestellt

Sommerwein ist ein Sammelbegriff für einen Wein, der im Frühjahr/Frühsommer Trinkreife hat und im Hochsommer den Höhepunkt seines Lebenszyklus erreicht. Demnach können Sommerweine für den Europäischen Markt nur von Weinanbaugebieten der Nördlichen Hemisphäre kommen. In der Regel handelt es sich um Weine des Vorjahres-Jahrgangs. Synonym verwendet werden die Bezeichnungen Frühlingswein und Spargelwein. 
Das Wort Sommerwein ist in Mitteleuropa als auch auf den Britischen Inseln ein Schlagwort des Marketing, in den Mittelmeer-Anrainerstaaten ist die Bezeichnung für diesen Weintyp unbekannt.
Der Begriff ist weder gesetzlich geschützt noch erlaubter Bestandteil eines Weinflaschen-Etikettes.

## Typizität
Sommerweine sind fruchtbetonte, spritzige und leichte Weine mit wahrnehmbarer Mineralität; – „belebend“ und „bekömmlich“ sind weitere verbreitete Attribute. 
Sie besitzen nur eine sehr geringe Lagerfähigkeit, sollten also innerhalb eines Jahres getrunken werden.
Zur Herstellung von Sommerwein eignen sich überwiegend Weißwein- und Roséwein-Trauben bestimmter Rebsorten, die charakteristischerweise nur einen geringen Alkohol-, aber einen relativ hohen Säuregehalt haben. Die Säure ist notwendig, um den Wein gegen die Fruchtsüße harmonisch werden zu lassen. Sie sind maximal halbtrocken, am besten kaltvergoren und im Stahltank ohne Holzausbau gereift. Typische weiße Rebsorten sind im Mitteleuropa: Silvaner, Riesling, Weißburgunder, Müller-Thurgau (auch Rivaner genannt), Grüner Veltliner und Elbling. Als Roséweine bieten sich an: Spätburgunder (auch Blauer Spätburgunder genannt) und Dornfelder. Ungeeignet sind restsüße Weine und aromatische Sorten wie beispielsweise Gelber Muskateller oder Gewürztraminer, weil sie zu kräftige Geschmacksaromen und zu wenig Säure besitzen.
Weiße und Rosé-Sommerweine werden gern auch 1:1 mit Sprudelwasser „gespritzt“. Eine so hergestellte Weinschorle wird deshalb in Österreich als „Gespritzter“ bezeichnet, bei höherem Anteil von Sprudelwasser (meist 3:1) lautet der Name „Sommerspritzer“.
Auch rote Weine werden gelegentlich als Sommerwein bezeichnet. Charakteristikum ist, dass der Rotwein auch leicht gekühlt genossen werden könnte, wobei die Kühlung nicht wie bei Weiß- und Roséweinen obligatorisch ist. Rote Sommerweine sind ebenfalls leicht, ohne Holzausbau und mit geringem Alkoholgehalt ausgestattet. Typische Rebsorten sind neben den für Rosé verwendeten Sorten Primitivo, Zweigelt oder Cabernet Franc.

## Summer Winein der Medienkultur
Die positive Besetzung des Begriffes Sommerwein spiegelt sich auch durch die Verwendung in anderen kulturellen Bereichen wider. Auch wenn der Liedtext nahelegt, dass kein Wein im klassischen Sinne, sondern offensichtlich ein Fruchtwein gemeint ist, ist wegen der Namensgleichheit der Charterfolg Summer Wine das prominenteste Beispiel. In der Besetzung mit Nancy Sinatra und Lee Hazlewood von 1967 wurde der Song erst richtig populär und anschließend unzählige Male gecovert.
Auch andere Interpreten, wie beispielsweise die Schlagersängerin Claudia Jung mit Sommerwein, wie die Liebe süß und wild, setzten dem Getränk ein Denkmal.
Die 1973 gestartete und 2010 beendete Comedy-Serie Last of the Summer Wine war die am längsten ununterbrochen laufende Sitcom Großbritanniens. Die Konnotation versteht „Sommerwein“ hierbei als stark begehrenswertes Objekt, dessen Verfalldatum absehbar ist.